# Megachile laticeps
Megachile laticeps är en biart som beskrevs av Smith 1853. Megachile laticeps ingår i släktet tapetserarbin, och familjen buksamlarbin. Inga underarter finns listade i Catalogue of Life.